# Ibrahim Khan

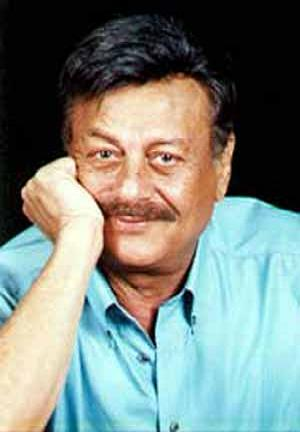
Ibrahim Khan

Ibrahim Khan (arabisch إبراهيم خان, DMG 'iibrahim khan; * 12. August 1936 im Anglo-Ägyptischen Sudan; † 9. Januar 2007) war ein sudanesischer Schauspieler und Hörfunkmoderator.

## Leben
Khan, Sohn eines sudanesischen Vaters und einer ägyptischen Mutter, wurde in der damaligen britischen Kolonie Anglo-Ägyptischer Sudan geboren. 1954 zog er nach Ägypten, wo er den Großteil seines Lebens verbrachte. Er trat dem Higher Institute of Dramatic Arts bei und machte 1961 seinen Abschluss. Später arbeitete er bei Sudan Corner Radio, das später zum Nile Valley Radio wurde. Dort traf er einen Produzenten, der ihn davon überzeugte, als Schauspieler arbeiten zu können. In seiner gut 40-jährigen Schauspielkarriere wirkte er in vielen nationalen, aber auch internationalen Film- und Fernsehproduktionen mit. Obwohl er die meiste Zeit seines Lebens in Ägypten verbrachte, erhielt er nicht die ägyptische Staatsangehörigkeit, sondern behielt die Staatsangehörigkeit seines Vaters bei.
Khan verstarb am 9. Januar 2007 im Alter von 70 Jahren an den Folgen einer Leber- und Lungenzirrhose.

## Filmografie (Auswahl)
- 1964: Alassal Wa Almurr
- 1965: El akl waal maal
- 1966: Mughamarat Filfila
- 1968: Toufan bar farase Petra
- 1968: Bazy-e-shance
- 1968: Bazi-e eshgh
- 1969: Ibn Al Shaytan
- 1970: Ghroob Wa Shrooq
- 1970: Al-hob wal-Thaman
- 1972: Leilet hob akhira
- 1973: El-Shayateen Wal Kora
- 1974: Wa kan el hob
- 1977: Ota ala nar
- 1978: El-Soud ela al-hawia
- 1980: Daerat al shak
- 1981: Die Mumie des Pharao (Dawn of the Mummy)
- 1987: Ashmawi
- 1988: Nawaem